# 대하 (의학)
대하(帶下, 영어: Leukorrhea
) 또는 냉(冷)은 여성의 생식기에서 나오는 분비물이다.